# Großer Westlicher Bandfüßer

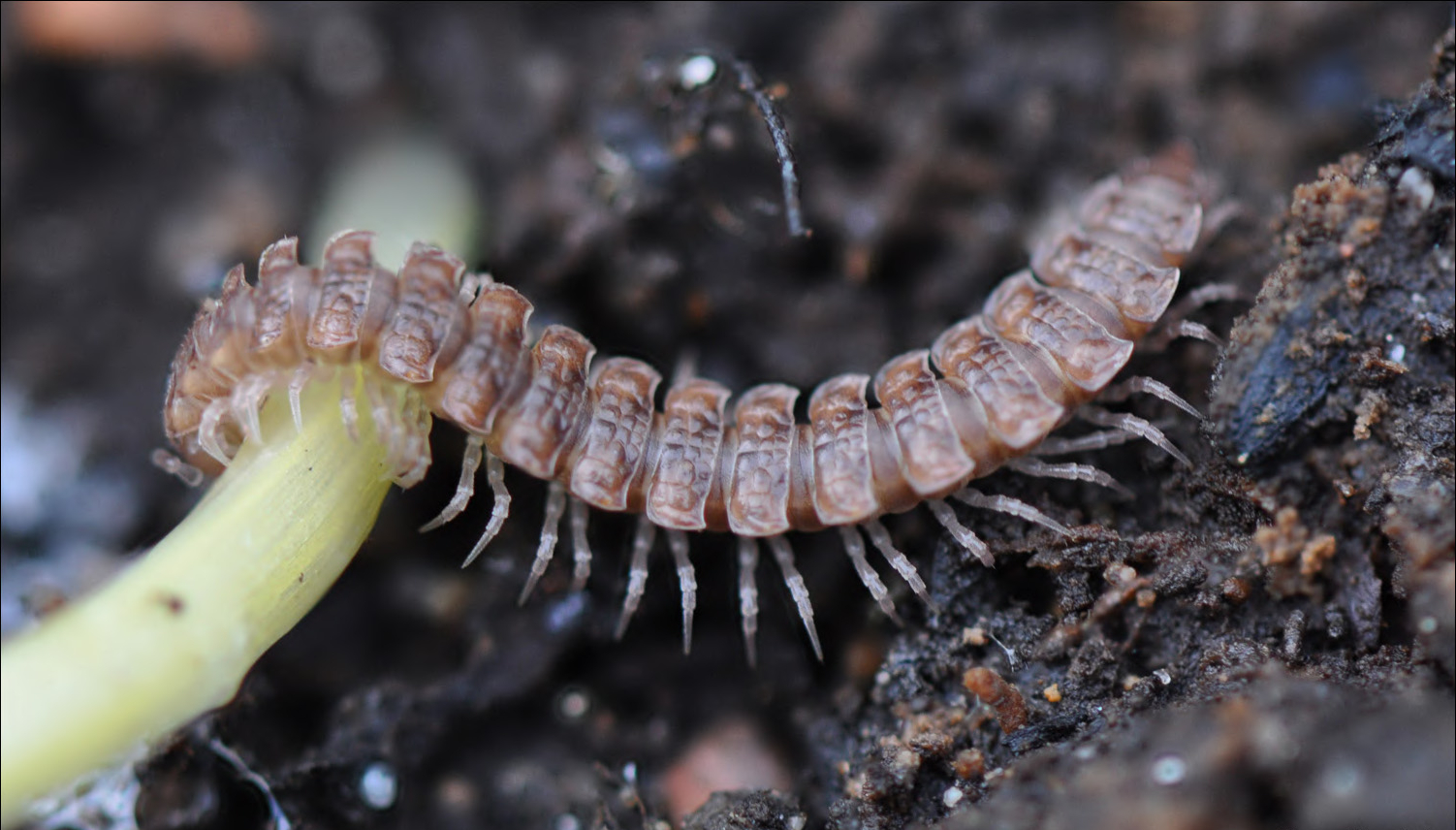
Ein Exemplar klettert über einen Pflanzenstängel.

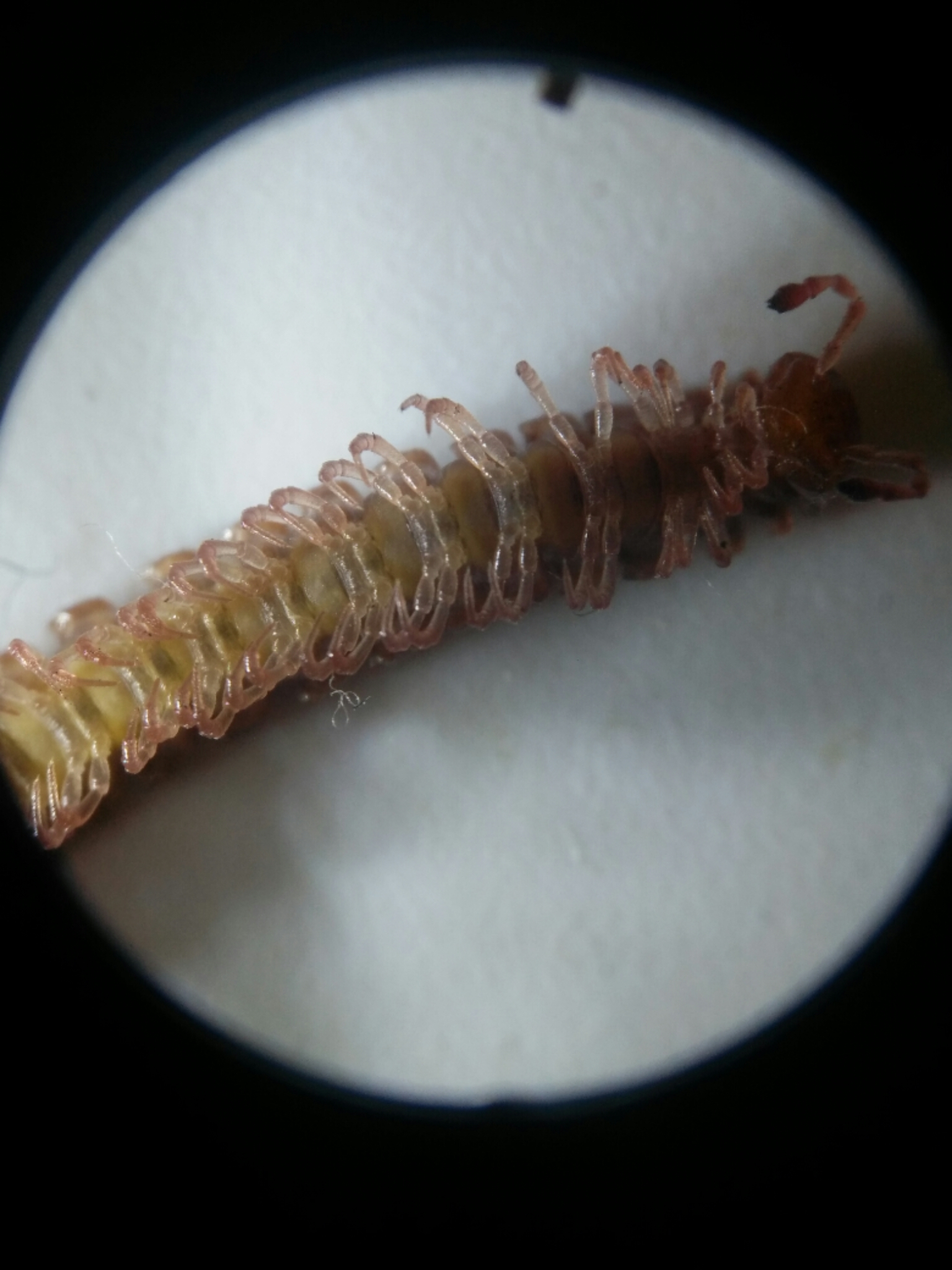
Unterseite eines Exemplars

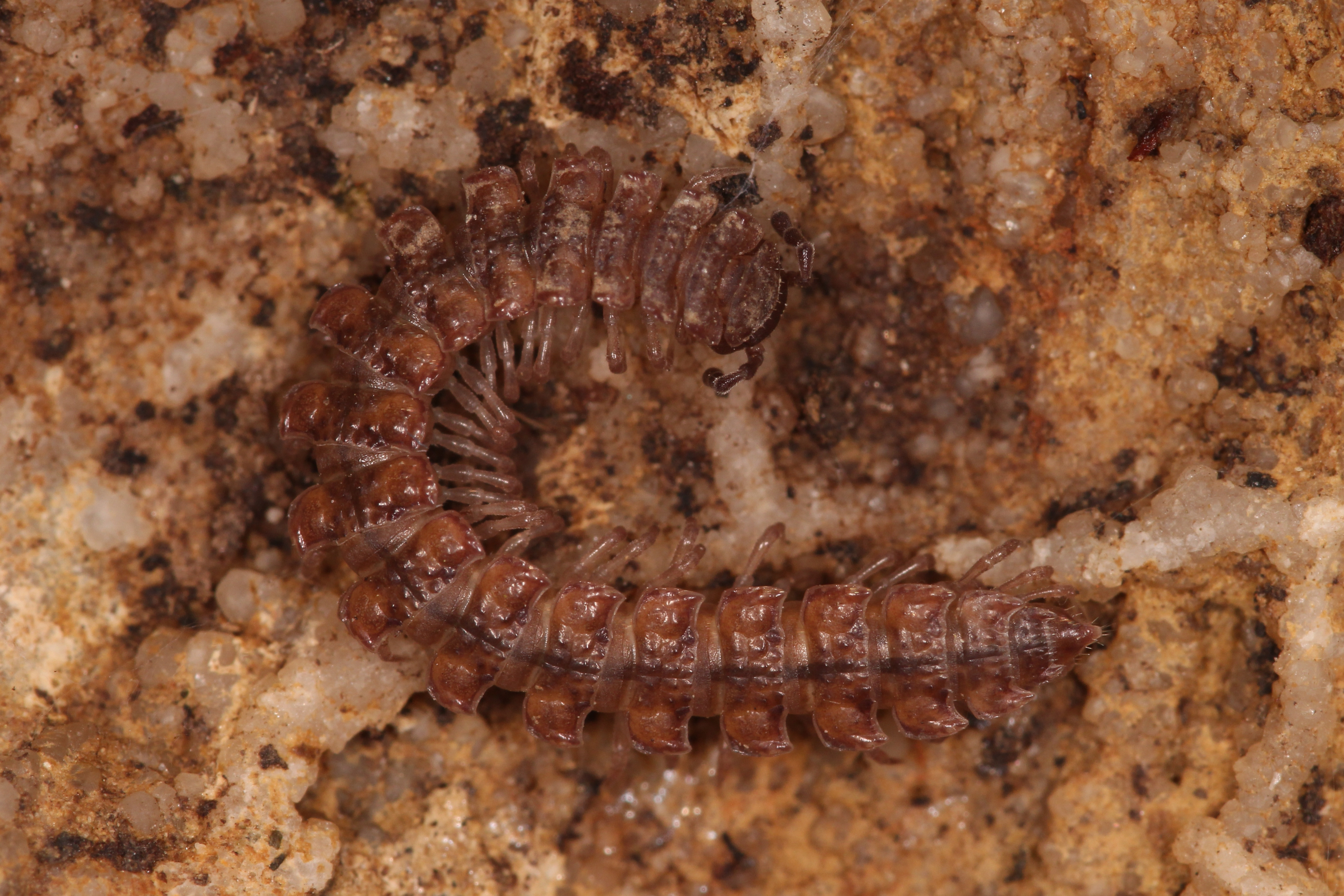
Ein charakteristisch rotbraunes Exemplar aus Deutschland

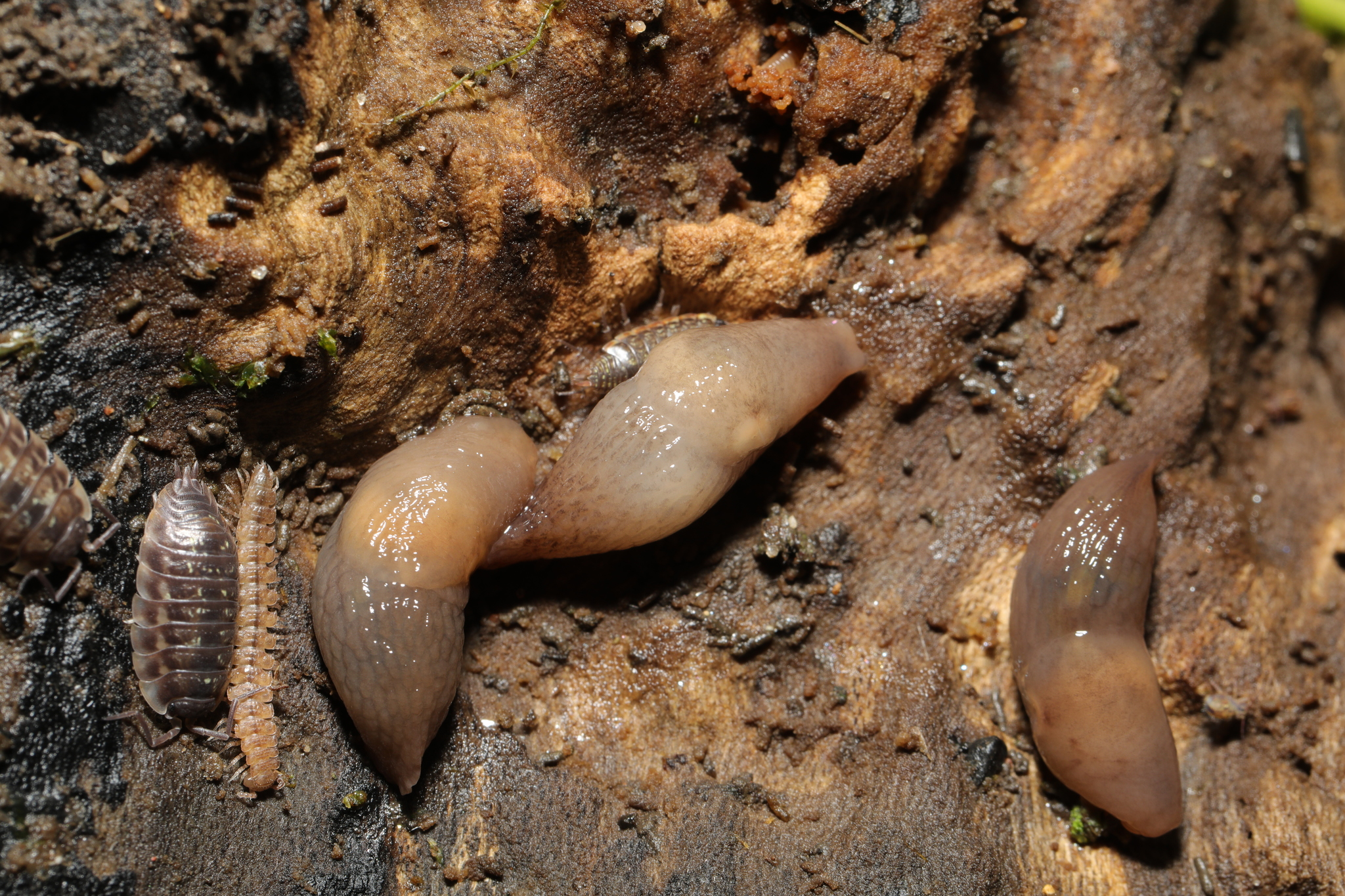
Ein Exemplar unter Totholz, seinem natürlichen Habitat, in Vergesellschaftung mit Landasseln und Nacktschnecken

Der Große Westliche Bandfüßer (Polydesmus angustus), auch Rotbrauner Bandfüßer genannt, ist eine Art der zu den Tausendfüßern gehörenden Doppelfüßer. Er ist holarktisch verbreitet, sein Ursprung liegt jedoch in Europa. Vor allem in Westeuropa ist er eine der häufigsten und bekanntesten Arten der Bandfüßer – Doppelfüßern, die durch auffällige seitliche Körperauswüchse breit und flach gebaut erscheinen.

## Merkmale
Die Körperlänge beträgt 13–28 mm, meist 18–24 mm und die Körperbreite 2–4 mm. Die kleinsten sowie die größten gefundenen Exemplare waren Männchen. Der Körper ist blassgraubraun, braun, rostbraun oder rotbraun gefärbt und glänzend. Auf dem Rücken verläuft eine schmale dunkle Rückenbinde, die im ersten Körperdrittel ihren Anfang nimmt. An den Seiten befinden sich flache Ausstülpungen (Seitenflügel) der Körperoberfläche, die nicht aufgehellt sind wie bei Polydesmus complanatus. Sie sind nicht aufgekrümmt, sondern eben. Der hintere Rand der Seitenflügel ist an den vorderen Segmenten rechtwinklig, wird ab dem sechsten Segment spitzer und ist bei den hinteren Segmenten zahnartig verlängert. Der Körper besteht aus 20 Segmenten, es tragen aber nicht alle Segmente Beine (z. B. der Kopf, der Halsschild oder das Telson). Folglich besitzt die Art nicht 40 Beinpaare, sondern nur ungefähr 30. Die Beine sind braungelb bis weißlich gefärbt und die Körperunterseite graugelb. Somit sind sie heller als bei Polydesmus complanatus. Die Beine der Männchen sind länger und kräftiger. Der Halsschild ist am Vorderrand fast gerade und an den Seitenwinkeln gerundet. Frisch geschlüpfte Jungtiere haben weniger Beinpaare, im Verlauf der Entwicklung entstehen weitere Körpersegmente mit Beinpaaren. Laut manchen Angaben besitzen auch adulte Tiere nicht immer 20, sondern manchmal auch nur 18 oder 19 Körpersegmente.

### Ähnliche Arten
Neben Polydesmus complanatus, dessen Unterscheidungsmerkmale im vorausgehenden Text schon erläutert wurden, gibt es noch weitere mitteleuropäische Arten der Gattung, beispielsweise Polydesmus coriaceus, Polydesmus denticulatus oder Polydesmus inconstans. Ohne eine Untersuchung der männlichen Gonopoden oder weiblichen epigynalen Strukturen ist eine sichere Unterscheidung der verschiedenen Polydesmus-Arten nicht möglich. Jungtiere können gar nicht sicher bestimmt werden.

## Verbreitung und Lebensraum
Ursprünglich ist die Art in Europa verbreitet. Hier kommt sie im Westen von den Pyrenäen über Frankreich bis nach Großbritannien und Irland im Nordwesten vor. Östlich davon lebt sie in Belgien, den Niederlanden, Luxemburg, Deutschland, der Schweiz, Italien, Österreich, Tschechien, Polen, Dänemark sowie im südlichen Schweden und Norwegen. Außerhalb Europas lebt die Art eingeführt auf den Azoren und in Nordamerika, wo sie stellenweise, vor allem an der Ostküste, gefunden werden kann. In Deutschland findet sich die Art vor allem in den westlichen Gebieten, kommt aber auch im Osten gelegentlich synanthrop, aber auch in natürlichen Lebensräumen vor. Nach Osten hin findet sich häufiger die Art Polydesmus complanatus. Durch Verschleppungen ist der Rotbraune Bandfüßer, dessen östliche Grenze des Verbreitungsgebietes ursprünglich die Saale darstellte, zunehmend auch weiter östlich zu finden.
Die Art bewohnt vor allem Wälder, aber auch Gebüsche, Gärten, Wiesen, Stadtgebiete und Komposthaufen. Hier sind sie bevorzugt an feuchten Stellen in der Nähe von Baumstümpfen oder in Totholz zu finden, aber auch in der Laubstreu oder unter Rinde. Es werden sowohl saure als auch basische Böden besiedelt. Die im Labor ermittelte Temperaturpräferenz von P. angustus liegt zwischen 3 und 11° C.

## Lebensweise
Die Nahrung besteht hauptsächlich aus toten Blättern und morschem Holz, aber es werden auch Moos, Fallobst, Pilze oder andere Teile des Detritus, vor allem totes pflanzliches Material, gefressen. Zu den Fressfeinden zählen verschiedene Säugetiere, Vögel, Reptilien und Amphibien. Paarungen finden von März bis Juni und von August bis Dezember statt. Die Eiablage findet vom Frühjahr bis zum Herbst statt. Weibchen fertigen ein rundes Nest an und bewachen diese, indem sie das Nest mit ihrem Körper umwickeln. Dabei zeigt die Körperunterseite nach innen. Individuen, die zwischen Mai und August schlüpfen, überwintern in einem der späten Juvenilstadien oder als adulte Tiere und pflanzen sich im folgenden Frühjahr fort. Die zwischen August und Oktober geschlüpften Individuen überwintern in einem früheren Juvenilstadium, legen im folgenden Sommer eine Sommerpause ein, um Wasserverluste bei den Häutungen zu verhindern, und überwintern ein zweites Mal, diesmal als adulte Tiere. Die Fortpflanzung findet dann erst nach der zweiten Überwinterung statt. Geschlechtsreife Tiere sterben nach der Fortpflanzungszeit, meist im Sommer oder Herbst. Die Art bevorzugt Temperaturen von 4 bis 10° C und ihre Aktivitätsmaxima liegen im Mai und Oktober. Sie sind bei mildem Klima aber ganzjährig zu finden. Das Verhältnis von Tag- zu Nachtlänge hat große Auswirkungen auf das Verhalten der Art. Durch lange Tage werden Weibchen eher zur Eiablage stimuliert und späte Larvenstadien benötigen länger zur Entwicklung. Juvenile Tiere bilden häufig Aggregationen, um Wasserverluste zu verringern. Sie sind noch hygrophiler als die adulten Tiere, da ihre Transpirationsrate höher liegt.

## Taxonomie
Es existieren zahlreiche Synonyme der Art. Dazu zählen: Polydesmus complanatus angustus (Latzel, 1884), Polydesmus verhoeffi platynotus (Pocock, 1894), Polydesmus platynotus Pocock, 1895, Polydesmus savonensis Verhoeff, 1907, Polydesmus elevatus Verhoeff, 1921, Polydesmus salicis Verhoeff, 1921, Polydesmus verhoeffi savonensis Verhoeff, 1930, Polydesmus verhoeffi angustatus Attems, 1940, Polydesmus chapultepecus Chamberlin, 1943  und Alpertia lunatifrons Loomis, 1972. Neben dem Nominotypischen Taxon Polydesmus angustus angustus ist noch die Unterart Polydesmus angustus pseudinteger Brölemann beschrieben worden.